# Mark Brzezicki
Mark Brzezicki (ur. 21 czerwca 1957 w Slough w Londynie) – angielski perkusista, polskiego pochodzenia. Współpracował z takimi wykonawcami jak Casbah Club, Simon Townshend, Bruce Foxton, Ultravox, Procol Harum, The Cult i Fish. Był członkiem Big Country.